# Can Font de l'Alzinar
Can Font de l'Alzinar és un mas del municipi de Sant Llorenç d'Hortons, a la comarca catalana de la l'Alt Penedès. És una obra inventariat dins el Patrimoni Arquitectònic Català. Fou propietat del comte d'Olzinelles, el qual la vengué a finals del segle passant al Marquès de Camps, de Girona, actuals propietaris.

## Descripció
És una casa rectangular de planta i pis, a dues vessants. Accés per portal dovellat de punt rodó, gran entrada i cuina, grandiosos cellers annexos amb teulada d'un vessant i amb sostre i trespol de fusta amb 44 bótes. A la cuina existeixen les restes d'un foc a terra amb escons. Cal esmentar-hi el rellotge de sol del 1817, que marca a partir de les 12 del migdia i una gran barri-pati a l'entorn.